# Badminton-Juniorenweltmeisterschaft 1992
Die Badminton-Juniorenweltmeisterschaft 1992 fand vom 8. bis zum 14. November 1992 in der Sporthalle Istora Senayan in Jakarta statt. Nachdem die vorangegangenen Championate inoffizielle Einladungsturniere waren, wird dieses Turnier vom Weltverband als erste offizielle Juniorenweltmeisterschaft in den verbandseigenen Statistiken geführt.

## Medaillengewinner
| Disziplin    | Gold                     | Silber                       | Bronze                          |
| ------------ | ------------------------ | ---------------------------- | ------------------------------- |
| Herreneinzel | Sun Jun                  | George Rimarcdi              | Michael Tedjakusuma             |
| Herreneinzel | Sun Jun                  | George Rimarcdi              | Setiadi Hartono                 |
| Dameneinzel  | Kristin Yunita           | Yao Yan                      | Mia Audina                      |
| Dameneinzel  | Kristin Yunita           | Yao Yan                      | Fan Linhuan                     |
| Herrendoppel | Amon Sunaryo Kusno       | Namrih Suroto Sigit Budiarto | Liu Yong Yu Jinhao              |
| Herrendoppel | Amon Sunaryo Kusno       | Namrih Suroto Sigit Budiarto | Hwang Sun-ho Kim Dong-moon      |
| Damendoppel  | Gu Jun Han Jingna        | Tang Yongshu Yuan Yali       | Rosalia Anastasia Iin Indarwati |
| Damendoppel  | Gu Jun Han Jingna        | Tang Yongshu Yuan Yali       | Mia Audina Indarti Issolina     |
| Mixed        | Jim Laugesen Rikke Olsen | Kim Dong-moon Kim Shin-young | Candra Wijaya Susi Chusnul      |
| Mixed        | Jim Laugesen Rikke Olsen | Kim Dong-moon Kim Shin-young | Liang Yongping Gu Jun           |

## Finalergebnisse
| Disziplin    | Sieger                   | Finalist                     | Ergebnis            |
| ------------ | ------------------------ | ---------------------------- | ------------------- |
| Herreneinzel | Sun Jun                  | George Rimarcdi              | 15-9, 15-11         |
| Dameneinzel  | Kristin Yunita           | Yao Yan                      | 12-11, 11-1         |
| Herrendoppel | Amon Sunaryo Kusno       | Namrih Suroto Sigit Budiarto | 15-11, 12-15, 15-12 |
| Damendoppel  | Gu Jun Han Jingna        | Tang Yongshu Yuan Yali       | 15-9, 15-5          |
| Mixed        | Jim Laugesen Rikke Olsen | Kim Dong-moon Kim Shin-young | 15-11, 18-17        |

## Halbfinalresultate
| Disziplin    | Sieger                       | Gegner                          | Ergebnis           |
| ------------ | ---------------------------- | ------------------------------- | ------------------ |
| Herreneinzel | Sun Jun                      | Michael Tedjakusuma             | 15–11, 15–5        |
| Herreneinzel | George Rimarcdi              | Setiadi Hartono                 | 17–15, 17–18, 15–6 |
| Dameneinzel  | Kristin Yunita               | Mia Audina                      | 11–9, 11–5         |
| Dameneinzel  | Yao Yan                      | Fan Linhua                      | 11–6, 12–9         |
| Herrendoppel | Amon Sunaryo Kusno           | Liu Yong Yu Jinhao              | 15–3, 12–15, 15–11 |
| Herrendoppel | Namrih Suroto Sigit Budiarto | Hwang Sun-ho Kim Dong-moon      | 8–15, 18–17, 15–2  |
| Damendoppel  | Gu Jun Han Jingna            | Rosalia Anastasia Iin Indarwati | 15–7, 15–3         |
| Damendoppel  | Tang Yongshu Yuan Yali       | Mia Audina Indarti Issolina     | 15–6, 15–9         |
| Mixed        | Jim Laugesen Rikke Olsen     | Candra Wijaya Susi Chusnul      | 15–13, 17–15       |
| Mixed        | Kim Dong-moon Kim Shin-young | Liang Yongping Gu Jun           | 18–14, 15–5        |